# Sacciolepis angustissima
Sacciolepis angustissima là một loài thực vật có hoa trong họ Hòa thảo. Loài này được (Hochst. ex Steud.) Kuhlm. miêu tả khoa học đầu tiên năm 1922.